# Pevski glas
Pevski glasovi

## Ženski pevski glasovi
Po višinskem obsegu delimo na
- sopran
- mezzosopran
- alt

## Moški pevski glasovi
Po višinskem obsegu delimo na:
- kontra tenor
- tenor
- bariton
- bas-bariton
- bas

Moški pevski glasovi lahko s pomočjo pevske tehnike, imenovane falzet, pojejo tudi v najvišjih ženskih legah (sopran).